# Johan Spetz
Johan Spetz, född 21 februari 1789 i Västra Stenby församling, död 26 februari 1866 i Varv och Styra församling, Östergötlands län. Han var en svensk fiolbyggare i Styra. Han tillverkade över 600 fioler.
Spetz tillhörde 2:a majorens kompani nummer 56. Han antogs 1818 och avskedades 1833.

## Biografi
Spetz flyttade 1814 till Motala och gifter sig där 1815 med Sara Lisa Kolmgren. De bosätter sig på Pettersborg under Kolmetorp.
1821 flyttade de till Styra och bosatte sig på livgrenadjärtorpet.
Spetz avled av bröstsjukdom 26 februari 1866 och begravdes 9 mars samma år.

### Familj
Spetz gifte sig 26 november 1815 i Motala med Sara Lisa Kolmgren (1796-1866). Hon var dotter till livgrenadjären Peter Kolmgren och Stina Jonsdotter. De fick tillsammans barnen Christina Lovisa (född 1818), Johanna (1821-1849), Carolina (1823-1904), Carl Johan (1826-1879), och Anders Gustaf (1830-1830).

## Fioler
- 1830 - fiol nr 70.
- 1834 - fiol nr 126.
- 1840 - fiol nr 221.
- 1856 - fiol nr 572.
- 1861 - fiol nr 654.